# Высокий замок (роман)
«Высокий замок» — автобиографический роман Станислава Лема. Впервые опубликован в 1966 году.
Роман повествует о детских годах писателя (1921—1939). Книга содержит не только подробный рассказ о детстве писателя, но и посвящена философскому осмыслению проблем памяти и развития личности человека, смысла исторического процесса, анализу феномена художественного творчества.
Наименование романа связано с названием холма в центре Львова, города, где жил писатель в описываемые годы своей жизни.

## Переводы
Первая публикация на русском языке состоялась в 1969 (М.: Молодая гвардия). Переводчик — Е. П. Вайсброт. В 1977 году вышло дополненное 3-е издание.
Перевод на немецкий язык сделал Цезарь Рымарович (Caesar Rymarowicz), опубликован в 1974 году («Das Hohe Schloß» — Berlin, Verlag Volk und Welt).
Перевод на болгарский язык вышел в 1985 году, на английский — в 1995 (переводчик Майкл Кандел), на украинский — в 2002.